# Birger Verstraete
Birger Verstraete (Oostende, 16 april 1994) is een Belgisch voetballer die doorgaans als centrale middenvelder speelt. Sinds juli 2024 staat hij onder contract bij OH Leuven.  Verstraete debuteerde in 2018 in het Belgisch voetbalelftal.

## Clubcarrière

### Jeugd
Verstraete voetbalde in de jeugd van KV Oostende. Op zijn veertiende maakte hij de overstap naar Club Brugge waar hij samen werkte met trainer Philippe Clement.

### Club Brugge
In het seizoen 2012/13 sloot hij samen met generatiegenoten als Björn Engels aan bij de A-kern. Verstraete maakte op 26 september 2012 zijn officieel debuut voor blauw-zwart. Trainer Georges Leekens liet hem toen in de bekerwedstrijd tegen derdeklasser Woluwe-Zaventem invallen voor de Spanjaard Víctor Vázquez. Op 1 december 2012 stond hij in de wedstrijd tegen KV Mechelen voor het eerst in de basis. Het was zijn officiële competitiedebuut. Vijf dagen later maakte hij tegen CS Marítimo ook zijn Europese debuut. Blauw-zwart verloor het duel met 2-1.

#### Verhuur aan Mouscron-Péruwelz
In de zomer van 2014 werden Birger Verstraete, Sven Dhoest en Zinho Gano voor één jaar verhuurd aan Mouscron-Péruwelz. Het doel was om meer speelkansen te krijgen dan in Brugge, maar het draaide anders uit. De Franse enclave zag geen heil in de drie Brugse huurlingen. Op de zesde speeldag mocht hij twee minuten invallen tegen Cercle Brugge. Een vervolg kwam er niet. Ook de aanstelling van een nieuwe trainer bracht weinig kentering teweeg. Zeven maanden had hij niet gespeeld, waarna hij op de negentiende speeldag terug mocht invallen. Daarna kwam hij meer aan de bak. Verstraete speelde voor Moeskroen 12 wedstrijden. Hierin scoorde hij één keer.

### KV Kortrijk
Na een mislukte uitleenbeurt aan Mouscron wilde hij zijn contract bij Club Brugge niet meer verlengen, waardoor hij transfervrij was. Op 24 april 2015 tekende Birger Verstraete een driejarig contract bij KV Kortrijk. Kortrijk was op dat ogenblik een toevluchtsoord voor Brugse profs op een dood spoor. In zijn eerste seizoen bij Kortrijk onder Karim Belhocine wisselde hij de bank nog af met een plek in de basis. In zijn tweede seizoen wist Verstraete zijn basisplaats volledig te bemachtigen en maakte hij indruk op het Kortrijkse middenveld. Dit wekte de aandacht van grotere clubs. Met zijn grinta en nooit aflatend doorzettingsvermogen speelde de jonge middenvelder zich al snel in de harten van de Kortrijk-supporters. Verstraete speelde in 1,5 seizoen voor Kortrijk 42 wedstrijden.

### KAA Gent
Op 17 januari 2017 tekende Verstraete een contract voor 3,5 seizoenen bij KAA Gent dat € 850.000,- voor hem betaalde. Zijn transfer maakte deel uit van een spelersruil waarbij Hannes Van der Bruggen de overstap maakte naar KV Kortrijk. Hij debuteerde bij Gent met een basisplaats in de wedstrijd Lokeren-Gent op 25 januari 2017 (eindstand 0-0). Bij Gent komt hij in de eerste fase moeilijk aan spelen toe. Hein Vanhaezebrouck vond hem te speels voor een centrale positie, waar elk foutje genadeloos afgestraft kan worden. Wanneer Thomas Foket uitvalt, depanneert hij een tijdje op de rechtsachter. 
Wanneer Yves Vanderhaeghe in de Ghelamco Arena neerstrijkt begint het beter te vlotten. In de loop van het seizoen 2017/18 veroverde Verstraete een vaste plaats in de Gentse basiself. Hij maakte zijn eerste doelpunt voor de Buffalo's in de laatste wedstrijd van de reguliere competitie van dat seizoen, Genk-Gent (eindstand 1-2). 
Ook in het daaropvolgende seizoen onder Jess Thorup die in oktober 2018 overneemt van Vanderhaeghe, trekt hij de lijn door. Verstraete bleef titularis bij Gent. Tot play-off1 miste hij geen minuut. Toch komt het niet tot een contractverlenging in de Arteveldestad. Hij speelde dat seizoen 34 competitiewedstrijden waarin hij vijf maal scoorde.

### FC Köln
In juni 2019 werd bekend dat de middenvelder AA Gent verruilde voor het Duitse FC Köln. Hij tekende een contract voor 4 seizoenen bij de promovendus. Sebastiaan Bornauw speelde ook voor Köln. De Duitsers betaalden € 3.500.000,- voor Verstraete. Verstraete begon als titularis aan het seizoen, maar na een blessure en het ontslag van de coach wist Verstraete zich niet meer als titularis te handhaven. Hij maar kwam uiteindelijk amper zeven keer aan de aftrap in de Bundesliga. Hij paste na de komst van de nieuwe trainer Markus Gisdol niet meer in het systeem en kwam niet meer aan zet in de terugronde. Uiteindelijk speelde hij negen competitie wedstrijden.

#### Verhuur aan Royal Antwerp FC
Op het eind van het seizoen had Köln een akkoord met Royal Antwerp FC om Verstraete aan het Belgische stamnummer 1 te verhuren tijdens het seizoen 2020/21 met aankoopoptie. Die optie wordt automatisch gelicht als de middenvelder tien matchen speelde. Verstraete was in de Bundesliga naar het achterplan verdwenen. Bij Antwerpen zal hij Steven Defour vervangen. In totaal speelde hij 31 wedstrijden voor Antwerp waarin hij drie keer de weg naar het doel vond.

### Royal Antwerp FC
In juli 2021 werd de aankoopoptie automatisch gelicht. Antwerp betaalde minder dan € 2.000.000,-. In zijn tweede seizoen bij Antwerp speelde hij 40 wedstrijden, gekruid met 2 doelpunten. Verstraete deed het degelijk bij Antwerp, maar een echte dragende speler werd hij er nooit. 
Sinds de komst van Mark van Bommel werd er niet meer gerekend op Verstraete. Na een uitleenbeurt aan KV Mechelen trainde hij mee met de B-kern. In totaal kwam hij in 3,5 jaar in totaal 81 keer in actie voor Antwerp.

#### Verhuur aan KV Mechelen
KV Mechelen had zich in de laatste uren van de zomermercato van 2022 versterkt met de 28-jarige Verstraete. De middenvelder werd voor een seizoen gehuurd van Antwerp, waar hij op een zijspoor was beland. Hij kwam niet meer in de plannen voor van trainer Mark van Bommel. In tien officiële duels versierde hij slechts 225 minuten. Sinds de Europese uitschakeling haalde Verstraete de selectie niet meer.
Verstraete debuteerde vier dagen na zijn overgang voor de Maneblussers. Hij stond meteen in de basis tegen zijn ex-club KV Kortrijk. Verstraete drukte meteen zijn stempel bij Mechelen dat met 1-4 won. Op 1 maart 2023 bereikte hij tegen Union de bekerfinale. De focus gaat na het behalen van de bekerfinale, in die mate zelfs dat coach Steven Defour niet meer op de gehuurde Birger Verstraete – die toch niet mag spelen tegen moederclub Antwerp – rekent. Omdat zijn moederclub nog een deel van zijn loon betaalt mag hij in de onderlinge duels niet opgesteld worden.
In totaal speelde Verstraete voor KV Mechelen 24 competitiewedstrijden waarvan 19 als basisspeler waarin hij twee keer de weg naar doel vond.

### Aris Thessaloniki
Begin september verhuisde Birger Verstraete definitief naar het Griekse Aris Thessaloniki ondanks interesse van Standard. Hij tekende een tweejarig contract bij de tweevoudige Griekse kampioen.

## Interlandcarrière
Verstraete is een voormalig Belgisch jeugdinternational. Op 31 augustus 2018 werd Verstraete voor het eerst opgeroepen voor de Rode Duivels. Hij debuteerde op 7 september 2018 in het vriendschappelijke duel Schotland-België. Verstraete verving in de 85ste minuut Mousa Dembélé. De eindstand was 0-4. Ook Timothy Castagne en Hans Vanaken debuteerden in deze wedstrijd.

## Interlands
| Interlands van Birger Verstraete voor België | Interlands van Birger Verstraete voor België | Interlands van Birger Verstraete voor België | Interlands van Birger Verstraete voor België | Interlands van Birger Verstraete voor België | Interlands van Birger Verstraete voor België | Interlands van Birger Verstraete voor België |
| №                                            | Datum                                        | Wedstrijd                                    | Uitslag                                      | Soort wedstrijd                              | Doelpunten                                   |                                              |
| Als speler bij AA Gent                       | Als speler bij AA Gent                       | Als speler bij AA Gent                       | Als speler bij AA Gent                       | Als speler bij AA Gent                       | Als speler bij AA Gent                       | Als speler bij AA Gent                       |
| -------------------------------------------- | -------------------------------------------- | -------------------------------------------- | -------------------------------------------- | -------------------------------------------- | -------------------------------------------- | -------------------------------------------- |
| 1.                                           | 7 september 2018                             | Schotland – België                           | 0 – 4                                        | Vriendschappelijk                            | -                                            |                                              |
| Totaal                                       | Totaal                                       | Totaal                                       | Totaal                                       | Totaal                                       | 0                                            |                                              |

 laatste aanpassing op 7 september 2018

## Statistieken
| Seizoen         | Club                | Land                 | Competitie      | Competitie | Competitie | Beker | Beker | Internationaal | Internationaal | Totaal | Totaal |
| Seizoen         | Club                | Land                 | Competitie      | Wed.       | Dlp.       | Wed.  | Dlp.  | Wed.           | Dlp.           | Wed.   | Dlp.   |
| --------------- | ------------------- | -------------------- | --------------- | ---------- | ---------- | ----- | ----- | -------------- | -------------- | ------ | ------ |
| 2012/13         | Club Brugge         | Vlag van België      | Eerste klasse A | 4          | 0          | 1     | 0     | 1              | 0              | 6      | 0      |
| 2013/14         | Club Brugge         | Vlag van België      | Eerste klasse A | 4          | 0          | 0     | 0     | 1              | 0              | 5      | 0      |
| 2014/15         | → Mouscron-Peruwelz | Vlag van België      | Eerste klasse A | 11         | 1          | 1     | 0     | 0              | 0              | 12     | 1      |
| 2015/16         | KV Kortrijk         | Vlag van België      | Eerste klasse A | 18         | 0          | 1     | 0     | 0              | 0              | 19     | 0      |
| 2016/17         | KV Kortrijk         | Vlag van België      | Eerste klasse A | 20         | 0          | 3     | 0     | 0              | 0              | 23     | 0      |
| 2016/17         | KAA Gent            | Vlag van België      | Eerste klasse A | 8          | 0          | 0     | 0     | 0              | 0              | 8      | 0      |
| 2017/18         | KAA Gent            | Vlag van België      | Eerste klasse A | 25         | 1          | 1     | 0     | 1              | 0              | 27     | 1      |
| 2018/19         | KAA Gent            | Vlag van België      | Eerste klasse A | 34         | 5          | 4     | 0     | 4              | 0              | 42     | 5      |
| 2019/20         | 1. FC Köln          | Vlag van Duitsland   | Bundesliga      | 9          | 0          | 1     | 0     | 0              | 0              | 10     | 0      |
| 2020/21         | → Antwerp FC        | Vlag van België      | Eerste klasse A | 23         | 1          | 2     | 0     | 6              | 0              | 31     | 1      |
| 2021/22         | Antwerp FC          | Vlag van België      | Eerste klasse A | 31         | 2          | 1     | 0     | 8              | 0              | 40     | 2      |
| 2022/23         | Antwerp FC          | Vlag van België      | Eerste klasse A | 4          | 0          | 0     | 0     | 6              | 1              | 10     | 1      |
| 2022/23         | → KV Mechelen       | Vlag van België      | Eerste klasse A | 20         | 2          | 5     | 0     | 0              | 0              | 25     | 2      |
| 2023/24         | Antwerp FC          | Vlag van België      | Eerste klasse A | 0          | 0          | 0     | 0     | 0              | 0              | 0      | 0      |
| 2023/24         | Aris Thessaloniki   | Vlag van Griekenland | Super League    | 15         | 0          | 4     | 0     | 0              | 0              | 19     | 0      |
| Carrière totaal | Carrière totaal     | Carrière totaal      | Carrière totaal | 226        | 12         | 24    | 0     | 27             | 1              | 277    | 13     |